# Oostgat

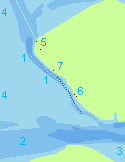
1. Oostgat
2. Wielingen
3. Westerschelde
4. Noordzee
5. Westkapelle met 2 vuurtorens en lichtlijn
6. Vuurtorens van Kaapduinen met lichtlijn
7. Lichtlijn van de lichtopstand Zoutelande in rood

Het Oostgat is een smalle maar diepe vaargeul in de mond van de Westerschelde vlak langs de zuidwestkust van Walcheren. Schepen kunnen vanaf de Noordzee vanuit twee richtingen via twee geulen de Westerschelde opvaren, de Wielingen is de geul in het zuiden en het Oostgat is de geul in het noorden. Schepen die vanaf zee het Oostgat op willen varen (vanuit noordelijke/noordoostelijke richting) houden de lichtlijn aan die de schepen, tussen de ondieptes door die ten noorden van het Oostgat liggen, naar het Oostgat leiden. Deze lichtlijn wordt gevormd door de vuurtorens Westkapelle Laag en Westkapelle Hoog, die samen sinds mei 1946 deze lichtlijn vormen.
Op het Oostgat zelf houden de schepen de lichtlijn van de vuurtorens van Kaapduinen aan om veilig te kunnen varen.
Het Oostgat verplaatst zich onder invloed van de getijdestroom langzaam richting de kust van Walcheren, waardoor deze sterk te lijden heeft onder erosie. Men probeert de kust op z'n plek te houden door zandsuppleties, maar tegelijkertijd erodeert de vooroever door het opdringen van het Oostgat waardoor het kustprofiel steeds steiler wordt.